# سي. ويلسون
سي. ويلسون (بالإنجليزية: C. J. Wilson)‏ (و. 1980  م) هو لاعب كرة قاعدة، من الولايات المتحدة، ولد في نيوبورت بيتش، أورانج، كاليفورنيا، يلعب كمرسل مطلق ‏، ورامٍ مساعد ‏، ومرسل الكرة ‏.

## التعليم
تعلم في Fountain Valley High School ‏، ولويولا ماريمونت، وSanta Ana College ‏.

## روابط خارجية
- سي. ويلسون على موقع دوري كرة القاعدة الرئيسي (الإنجليزية)
- سي. ويلسون على موقعبيزبول رفرنس.كوم (الدوري الرئيسي) (الإنجليزية)
- سي. ويلسون على موقعبيزبول رفرنس.كوم (الدوري الثانوي) (الإنجليزية)
- سي. ويلسون على موقع إي إس بي إن.كوم (أم.أل.بي) (الإنجليزية)
- سي. ويلسون على موقع مشجعي الرسوم البيانية (الإنجليزية)